# Şöhrat Söýünow
Shohrat Agamyradovich Soyunov (ur. 8 marca 1992) – turkmeński piłkarz, grający na pozycji środkowego obrońcy w Altyn Asyr Aszchabad. Jest członkiem reprezentacji Turkmenistanu.

## Kariera

### Klubowa
Karierę rozpoczął w Ýedigen Aszchabad. Z zespołem zdobył Puchar Prezydenta AFC 2014. W 2015 roku przeniósł się do Altyn Asyr Aszchabad. W 2019 roku podpisał kontrakt z FC Ahal. W 2020 roku przeniósł się do ligi malezyjskiej. To był jego pierwszy zagraniczny klub w karierze. Soyunov 1 marca 2020 roku zadebiutował w Malaysia Super League w remisie 0:0 z Sabah FA. 30 marca 2021 roku ogłoszono, że piłkarz podpisał kontrakt z FC Ahal, przechodząc na zasadzie darmowego transferu. W styczniu 2024 roku powrócił do Altyn Asyr Aszchabad.

### Reprezentacyjna
Sojunow zadebiutował w reprezentacji seniorów 23 marca 2011 r. w meczu kwalifikacyjnym AFC Challenge Cup 2012 przeciwko Tajwanowi.
Reprezentował również młodzieżową reprezentację Turkmenistanu do 22 lat Pucharze Wspólnoty Niepodległych Państw w 2013 roku.

## Osiągnięcia

### Reprezentacyjne
- Puchar AFC Challenge: wicemistrz (2012)

### Klubowe
Ýedigen Aszchabad
- Puchar Prezydenta AFC: zdobywca (2014)

FC Altyn Asyr
- Ýokary Liga: mistrz (2015, 2016, 2017, 2018)